# Procavia capensis
El damán de El Cabo o damán roquero (Procavia capensis) es una especie de mamífero hiracoideo de la familia Procaviidae. Es uno de los damanes más extendidos por toda África. Habita entre peñascos. En apariencia, se asemeja a una marmota grande o a un conejillo de indias con sus orejas y cola corta. Es llamado dassie en Sudáfrica y pimba en suajili.

## Descripción y estilo de vida

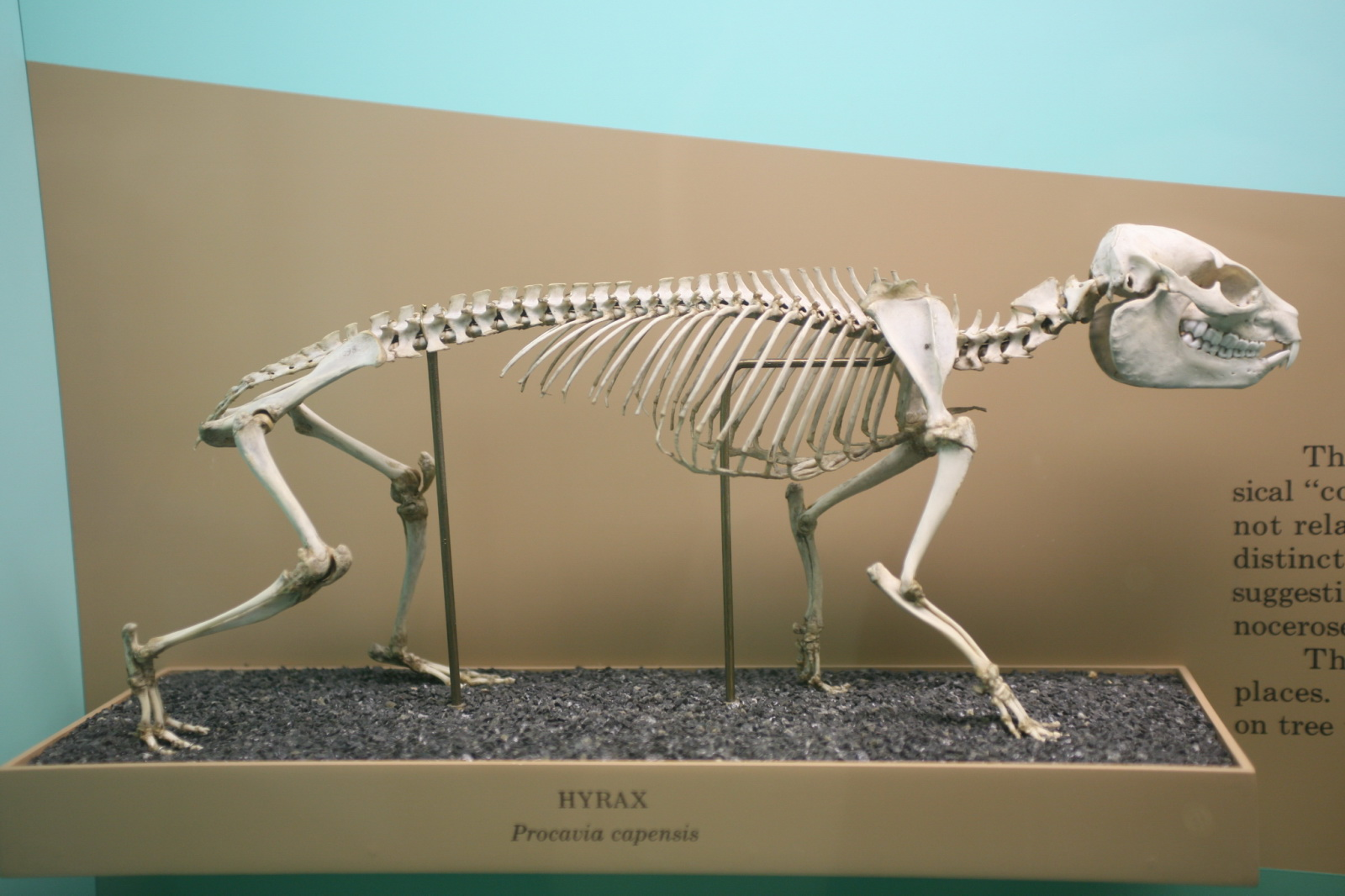
Esqueleto del damán de El Cabo.

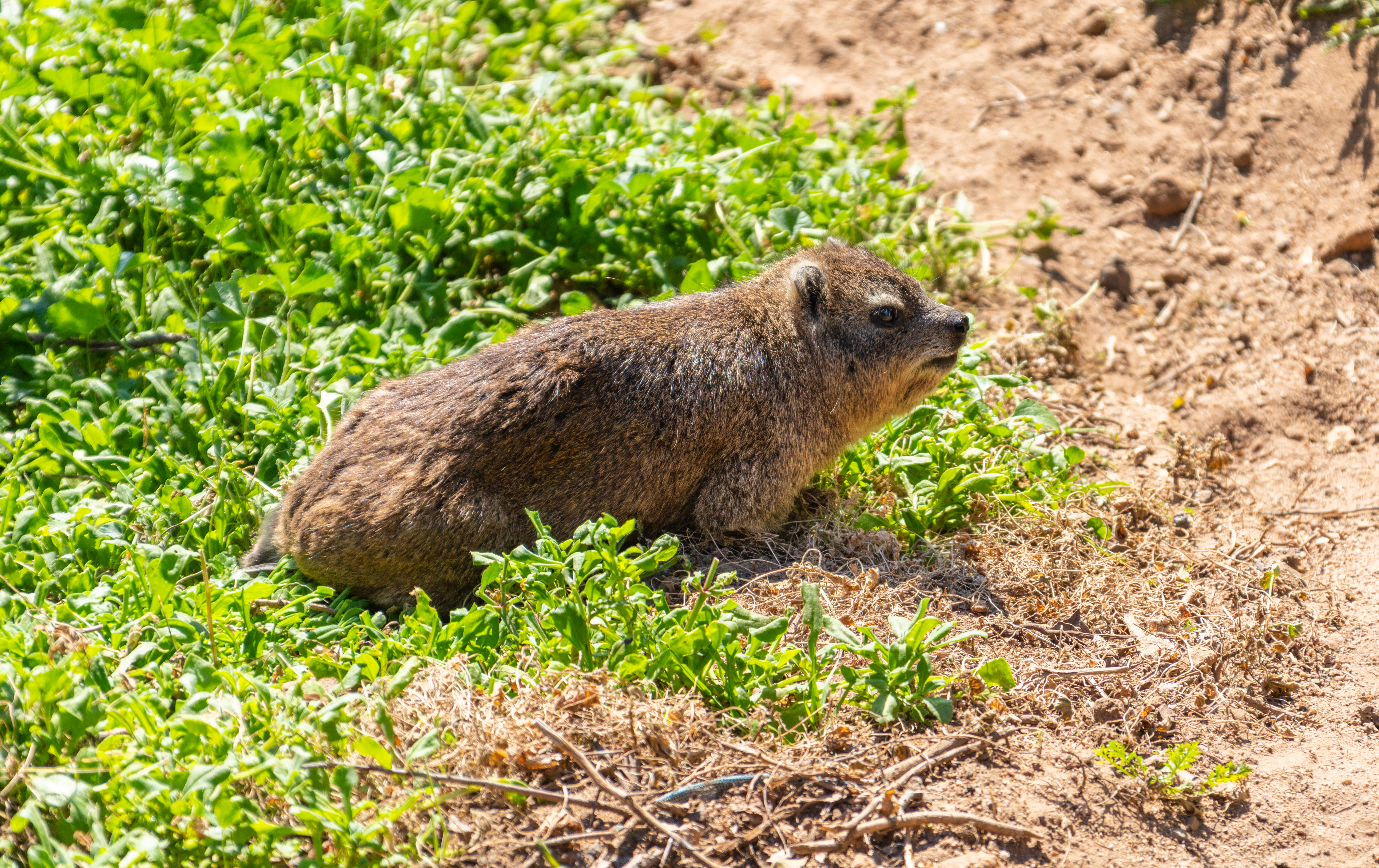
Ejemplar de Ciudad del Cabo, Sudáfrica.

Del tamaño de una liebre, tiene un par de largos incisivos (tipo de defensas) y molares que se asemejan a los del rinoceronte. Tiene cuatro dedos en las patas delanteras (plantígrado) y tres en las patas traseras (semidigitígrado). Tienen las plantas de las patas grandes, con almohadillas que se mantienen húmedas mediante secreciones similares al sudor. Los machos son ligeramente más grandes que las hembras.
La hembra da a luz a dos o tres crías después de un largo período de gestación (6-7 meses). Los jóvenes están bien desarrollados al nacer con los ojos totalmente abiertos y un pelaje completo. Los jóvenes pueden ingerir alimentos sólidos después de dos semanas y son destetados a las diez semanas. Son sexualmente maduros después de 16 meses, alcanzan el tamaño adulto en tres años, y en general pueden llegar a vivir una década.
Viven en grupos de hasta 80 individuos. Estos grupos se dividen en grupos más pequeños de unas pocas familias a cargo de un adulto de sexo masculino. Pasan la mayor parte de su tiempo descansando o tomando el sol. Este comportamiento sirve probablemente para ayudar a regular su temperatura corporal, que varía con la temperatura ambiente ( no son estrictamente homeotermos ).

## Hyraceum
Producen una gran cantidad de hyraceum (masa pegajosa, mezcla de heces y orina) que fue utilizado en el tratamiento tradicional de varias enfermedades, como la epilepsia y las convulsiones, y sigue usándose en perfumería. El polen atrapado en hyraceum fosilizado se utiliza en el estudio de la paleobotánica.

## Parentesco con los elefantes

Cráneo. Encontrado en Namibia.

Han sido considerados siempre como los parientes vivos más cercanos de los elefantes. Pero no todos los científicos comparten esta opinión. Los recientes estudios morfológicos y moleculares indican que los sirenios son los parientes vivos más cercanos de los elefantes, mientras que los damanes, aunque están estrechamente relacionados, son un grupo separado de los elefantes y los sirénidos y próximos a los géneros fósiles como Embrithopoda y Desmostylia.

## Subespecies
Se han descrito las siguientes subespecies:
- Procavia capensis capensis
- Procavia capensis bamendae
- Procavia capensis capillosa
- Procavia capensis erlangeri
- Procavia capensis habessinicus
- Procavia capensis jacksoni
- Procavia capensis kerstingi
- Procavia capensis mackinderi
- Procavia capensis matschiei
- Procavia capensis pallida
- Procavia capensis ruficeps
- Procavia capensis scioanus
- Procavia capensis sharica
- Procavia capensis syriacus
- Procavia capensis welwitschii